# Dichochrysa cordata
Dichochrysa cordata är en insektsart som först beskrevs av X.-x. Wang och C.-k. Yang 1992.  Dichochrysa cordata ingår i släktet Dichochrysa och familjen guldögonsländor. Inga underarter finns listade i Catalogue of Life.